# Lokale Democraten
De Lokale Democraten waren een lokale politieke partij en eerder een samenwerkingsverband van lokale partijen in de gemeente Venlo.

## Geschiedenis

### Samenwerkingsverband
De Lokale Democraten zijn in 2001 begonnen als samenwerkingsverband tussen de Belfeldse Demokraten, de Tegelse Democraten en de "Blerickse" partij Samen, naar aanleiding van de gemeentelijke herindeling. In deze tijd werd de samenwerking de Lokalen genoemd. Tijdens de raadsperiode 2001-2006 liep de samenwerking tussen Samen enerzijds en de Belfeldse en Tegelse Democraten anderzijds stuk, waarna Samen zelfstandig verderging.
In 2006 kreeg het samenwerkingsverband een vervolg door de opname van de inmiddels opgerichte Blerickse Democraten en Venlose Democraten. Beoogd doel was om na de verkiezingen één fractie te vormen, waarbij de partijen zelfstandig zouden blijven. De Belfeldse, Tegelse en Blerickse Democraten kregen ieder twee zetels, de Venlose geen. De nieuwe fractie zou Lokale Democraten gaan heten.

### Partij
Bij de herindelingsverkiezing van 2009 behaalden de deelnemende partijen dezelfde aantallen zetels als in 2006. Anderhalve week na de verkiezingen besloten de Belfeldse Democraten om zelfstandig verder te gaan. Door de afsplitsing van de Belfeldenaren besloten de overgebleven partijen om een denktank in te stellen. Deze kreeg de opdracht om de verkiezingsuitslag te analyseren en te onderzoeken hoe de toekomst van de partijen eruit zou moeten zien. Belangrijkste conclusie was het laten fuseren van de partijen, wat gebeurde op 23 december 2010.
Bij de verkiezingen van 2014, de eerste na de partijfusie, kwam de partij uit op vijf zetels.
Op 14 juni 2017 fuseerde de partij met VenLokaal, de partij die tot 2011 de Belfeldse Demokraten heette. De nieuwe partij ging EENLokaal heten. De fracties van de partijen fuseerden na de verkiezingen van 2018.

## Verkiezingsuitslagen
De Lokale Democraten hebben bij verschillende verkiezingen de volgende zetelaantallen behaald:
| Partij                          | 2000 | 2006 | 2009 | 2014 |
| ------------------------------- | ---- | ---- | ---- | ---- |
| Samen                           | 3    | -    | -    | -    |
| Belfeldse Demokraten            | 2    | 2    | 2    | -    |
| Tegelse Democraten              | 3    | 2    | 2    | -    |
| Blerickse Democraten            | -    | 2    | 2    | -    |
| Venlose Democraten              | -    | 0    | 0    | -    |
| Lokale Democraten (fusiepartij) | -    | -    | -    | 5    |
| Totaal                          | 8    | 6    | 6    | 5    |